# 奇维塔诺瓦-马尔凯
奇维塔诺瓦-马尔凯（義大利語：Civitanova Marche）是意大利马尔凯大区馬切拉塔省的市镇。面积为45.8平方公里，2017年人口数量为42,251人。